# 大瑰喉蜂鸟
大瑰喉蜂鸟（学名：Selasphorus heloisa），是雨燕目蜂鸟科的一种鸟类。该物种属于煌蜂鸟属，但也有一些分类系统将其与瑰喉蜂鸟一同归为瑰喉蜂鸟属（学名：Atthis）。
大瑰喉蜂鸟体重约2.2克，翼长约34.4毫米，嘴峰长约14.7毫米，喙宽度约1.3毫米，喙厚度约1.3毫米，跗蹠长约4.1毫米，尾长约21毫米。大瑰喉蜂鸟是部分迁徙的鸟类，其栖息在半开放的高大树木组成的森林中，食性为草食性，主要食物来源是植物的花蜜。

## 亚种
- ：分布于墨西哥西北部山区（锡那罗亚州东南部和奇瓦瓦州西南部至哈利斯科州）。
- ：分布于墨西哥高原（从塔毛利帕斯州中部至格雷罗州和瓦哈卡州的中部）。[4]